# Hermína Dušková
Hermína Dušková, rozená Teplá (15. dubna 1910 Borovnice u Jimramova – 2. února 2012, Praha), byla mecenáška českého umění. Pracovala v Ústavu organické chemie a biochemie ČSAV. Jejím manželem byl Bohuslav Dušek, prokurista Živnostenské banky, sběratel umění a významná osobnost 1. republiky.

## Životopis
Narodila se v evangelické rodině v Borovnici u Jimramova na Vysočině. Z kraje Jana Karafiáta v patnácti letech odešla do prvorepublikové Prahy na studia. Během nich a později žila na Vinohradech v rodině svého strýce Jana Elise, řídícího učitele. Pracovala jako úřednice v lékárnické firmě Františka Schnöblinga v Praze, posléze v Ústavu organické chemie a biochemie ČSAV. Když zemřela její starší sestra, provdala se ve svých 42 letech za ovdovělého Bohuslava Duška (1886–1957), který byl nejen významným českým sběratelem umění, ale také družným společníkem historiků umění a starožitníků, s nimiž vždy konzultoval své záměry.
Po manželově smrti paní Hermína vyplnila jeho poslední vůli, nejdříve uspořádala výběrovou výstavu z Duškových sbírek, a následně věnovala sbírky umění českým národním institucím, protože jde o sbírky bohemikálního charakteru: Národnímu muzeu, Národní galerii a Uměleckoprůmyslovému muzeu. Po léta byla aktivní členkou dejvického evangelického sboru. Udržovala kontakty s přáteli a známými z pražských muzeí a dalších kulturních institucí. Po celý život žila skromně s myšlenkami na druhé, pomáhala potřebným. Pokud jí zdravotní stav dovolil, stále ve svém dejvickém bytě na Bachmačském náměstí „úřadovala“ a přijímala návštěvy, na něž mnozí vzpomínají. Přes obtíže stáří se nevzdávala radosti z každého nového dne.

## Sbírky umění
- Knihovna Národního muzea obdržela 3199 děl rozdělených do oddílů rukopisů, prvotisků, starých tisků, kramářských tisků a knih. K unikátům patří basilejský prvotisk z roku 1469 z dílny nejbližšího spolupracovníka Johanna Gutenberga, tiskaře Bertolda Ruppela, nebo soubor amsterdamských tisků Jana Ámose Komenského ze 17. století. V souboru 353 starých tisků jsou zastoupeny významné české i zahraniční tituly ze 16. až 18. století, například Česká bible benátská z roku 1506 nebo rané vydání Boccacia z Augsburgu roku 1545. Kolekce české i slovanské obrozenecké literatury sahá od 18. do 20. století, většinou jde o první vydání. Mezi unikáty patří sešitové vydání Babičky Boženy Němcové. Vzácný doklad sibiřské anabáze českých legionářů představuje Český deník[3].
- Historické muzeum Národního muzea zakoupilo od Hermíny Duškové obrazy a grafiku, například portrét J. Krombholze od Františka Horčičky.
- Archiv Národního muzea převzal osm vzácných listin z let 1480–1805, mezi nimiž je například erbovní privilegium vydané císařem Rudolfem II. Všechny jsou digitalizovanée[4].
- Oddělení starších českých dějin Národního muzea převzalo v roce 1996 kolekci grafických listů.
- Národní galerie získala cenné obrazy holandských mistrů 17. století, italské práce 17 a 18. století a především českou malbu 19. století, obrazy Navrátilovy, Alšovy, Chittussiho nebo Slavíčkovy, grafické listy Václava Markovského.
- Uměleckoprůmyslové muzeum v Praze převzalo sbírky porcelánu, kameniny, habánské a další evropské fajánse, skla, práce z kovů, dřeva a různých materiálů, textil a módní doplňky, paramenta a religiosa od 14. do od 19. století, užitou grafiku, daguerrotypie, ale také fotografie. Celkově šlo o více než 900 položek.